# Obbligazione indicizzata
L'obbligazione indicizzata è quella obbligazione pecuniaria il cui valore muta in ragione delle variazioni di determinati indici o valori.
Per questo tipo di obbligazioni, di solito, si fa riferimento all'indice ISTAT (clausole ISTAT), ai prezzi di mercato in generale, o al prezzo di particolari beni (clausole merci). Le clausole per l'indicizzazione della prestazione adeguano l'importo nominale del debito al potere d'acquisto della valuta. In altre parole, queste clausole tendono a salvaguardare l'interesse creditorio da eventuali deprezzamenti della moneta, soprattutto per quanto riguarda le obbligazioni di lungo termine. Nel recente passato, infatti, era consuetudine utilizzare clausole di indicizzazione riferite al valore dell'oro (clausola-oro), che adeguava l'importo della prestazione al prezzo dell'oro.
Le clausole di indicizzazione possono essere stabilite dalla legge (ad esempio per i canoni di locazione delle case ad uso abitativo), dalle parti negoziali nell'esercizio della loro autonomia privata, o per via giudiziale.
| Controllo di autorità | Thesaurus BNCF 54433 · BNF (FR) cb13338171f (data) |